# Ordine di Karl Marx
L'Ordine di Karl Marx era un'onorificenza tra le più importanti della Repubblica Democratica Tedesca. 

## Storia
Il premio consisteva in una medaglia e in un premio in denaro pari a 20.000 marchi. Il Consiglio di Stato della Repubblica Democratica Tedesca assegnava il premio. La premiazione avveniva il 1º maggio durante la festa dei lavoratori. In occasioni speciali l'ordine veniva conferito il 7 ottobre, giorno della Festa della Repubblica.
L'ordine venne fondato il 5 maggio 1953, in occasione del 135º anniversario della nascita di Karl Marx e cessò nel 1989.

## Medaglia
La medaglia dell'ordine di Karl Marx è costituita da una stella rossa rubino a cinque punte bordata d'oro su una corona di foglie di quercia. Sul medaglione dorato al centro della stella vi è il ritratto di Karl Marx in rilievo. Il nastro è rosso con sopra una foglia di quercia d'oro.

## Premiati

Francobollo della DDR del 1961 in cui il cosmonauta German Stepanovič Titov riceve l'Ordine di Karl Marx da Walter Ulbricht

- 1953: Otto Grotewohl, Hermann Matern, Wilhelm Pieck, Wilhelm Zaisser
- 1961: Alfred Kurella
- 1962: Franz Dahlem, Herbert Warnke, Otto Winzer
- 1963: Willy Rumpf, Karl Maron
- 1965: Paul Fröhlich
- 1967: John Heartfield, Karl Mewis, Wilhelm Kling
- 1968: Roman Chwalek, Kurt Seibt, Max Burghardt
- 1969: Lotte Ulbricht, Erich Honecker, Jürgen Kuczynski, Hermann Matern, Albert Norden, Willi Stoph, Paul Verner,
- 1970: Heinz Hoffmann, Erich Mückenberger, Erwin Kramer, Bruno Apitz, Harry Tisch, Otto Braun, Max Burghardt
- 1972: Klaus Gysi, Kurt Hager, Max Fechner, Erich Honecker, Max Spangenberg
- 1973: Ernst Albert Altenkirch, Friedrich Dickel, Ernst Goldenbaum, Erich Mielke, Fred Oelßner
- 1974: Alexander Schalck-Golodkowski, Willi Stoph, Markus Wolf, Walter Arnold, Jurij Brězan, Fritz Cremer, Josip Broz Tito
- 1975: Horst Sindermann, Paul Wandel
- 1976: Luise Ermisch, Wolfgang Junker, Günter Mittag, Werner Walde, Ernst Scholz, Paul Verner
- 1977: Hilde Benjamin, Kurt Hager, Erich Honecker, Margot Honecker, Erich Mielke, Josip Broz Tito
- 1978: Werner Felfe, Hans Modrow, Joachim Herrmann, Elli Schmidt, Werner Krolikowski, Konrad Naumann, Fritz Lange
- 1979: Horst Dohlus, Johannes Chemnitzer, Gerhard Grüneberg, Heinz Keßler, Peter Edel, Klaus Fuchs
- 1980: Heinz Hoffmann, Alfred Lemmnitz, Siegfried Lorenz
- 1981: Erwin Geschonneck, Peter Florin, Albert Norden, Paul Gerhard Schürer
- 1982: Alexander Schalck-Golodkowski, Kurt Hager, Erich Honecker, Erich Mielke, Paul Scholz
- 1983: Lotte Ulbricht, Gerhard Beil, Friedrich Dickel, Egon Krenz, Oskar Fischer, Theo Balden, Wilhelm Ehm
- 1984: Alfred Neumann, Willi Stoph, 6ª Flottiglia della Marina Popolare della RDT
- 1985: Horst Dohlus, Friedrich Dickel, Heinz Hoffmann, Erich Honecker, Bruno Lietz, Erich Mückenberger
- 1986: Heinrich Adameck, Günter Mittag, Gisela Glende
- 1987: Hilde Benjamin, Margot Honecker, Werner Jarowinsky, Erich Mielke, Markus Wolf
- 1988: Manfred Gerlach, Joachim Herrmann, Kurt Seibt, Nicolae Ceaușescu
- 1989: Günter Schabowski, Willi Stoph, Günther Wyschofsky, Herbert Weiz